# La Dame de pique (film, 1916)
Pour les articles homonymes, voir La Dame de pique (homonymie).
Pour plus de détails, voir Fiche technique et Distribution.
La Dame de Pique (Пиковая дама, Pikovaïa dama) est un film russe réalisé par Iakov Protazanov en 1916.

## Synopsis
Le synopsis du film est très proche de la trame de la nouvelle de Pouchkine. 
Hermann ne joue jamais aux cartes mais aime passer ses soirées en compagnie de joueurs. Au cours d'une de ces soirée, Tomski raconte que la comtesse Anna Fédotovna détiendrait le secret d'un noble français de deviner les trois cartes qui vont sortir. Hermann tombe amoureux de Lisaveta Ivanovna qui est au service de la comtesse et chaque jour il lui écrit et se poste à sa fenêtre pour se faire remarquer. Une nuit, il s'introduit dans la maison d'Anna Fédotovna, mais elle découvre ses véritables intentions : celles de connaître le secret. Devant le refus de la comtesse, il insiste et sort un pistolet qui l'effraye. Elle meurt et Hermann se sert du rendez-vous galant pour justifier sa présence dans la maison et se trouver un alibi. Hermann a ensuite une vision montrant la comtesse lui désignant trois cartes. Il se décide alors à jouer, les deux premières cartes le rendent riche et la troisième, une dame de pique, le ruine. Il perd la raison et doit être enfermé.

## Fiche technique
- Titre : La Dame de pique
- Titre original : Пиковая дама (Pikovaïa dama)
- Réalisation : Iakov Protazanov
- Scénario : Fiodor Otsep d'après la nouvelle d'Alexandre Pouchkine
- Décors : V. Balliouzek, S. Lilienberg et V. Pchibytnevski
- Photographie : E. Slavinski
- Production : Ermoliev
- Pays d'origine :  Empire russe
- Format : Noir et blanc - muet
- Genre : Drame
- Durée : 63 minutes
- Date de sortie : 1916

## Distribution
- Ivan Mosjoukine : Herman, un jeune officier
- Vera Orlova : Lisaveta Ivanovna
- Elizaveta Chebouïeva : La vieille comtesse ou la Dame de pique
- Tatiana Douvan
- Nikolaï Panov